# گلوله‌باران ستون پناهندگان ایرپین
در ۶ مارس ۲۰۲۲، از ساعت ۹:۳۰ صبح تا ۲ بعدازظهر به وقت محلی، نیروهای مسلح روسیه به‌طور مداوم یک تقاطع در ایرپین را که صدها غیرنظامی از آن برای فرار به کی‌یف استفاده می‌کردند، گلوله‌باران کردند. این بخشی از حمله به ایرپین در طول تهاجم روسیه به اوکراین در سال ۲۰۲۲ بود. در پی این واقعه هشت غیرنظامی کشته شدند. در میان آنها یک خانواده چهار نفره بود که بر اثر اصابت خمپاره کشته شدند.

## تاریخچه
دیده‌بان حقوق بشر مشاهده کرد که ده‌ها نیروی امنیتی اوکراینی در این تقاطع حضور داشتند، اما تعداد آن‌ها از صدها غیرنظامی کمتر بود، با این حال نیروهای روسی به‌طور مکرر هر ۱۰ دقیقه یک بار موشک‌های خمپاره را دقیقاً به این تقاطع شلیک می‌کردند. دیده‌بان حقوق بشر به این نتیجه رسید که «نیروهای روسی تعهدات خود را بر اساس قوانین بین‌المللی بشردوستانه مبنی بر عدم انجام حملات بی‌رویه یا نامتناسب که به غیرنظامیان آسیب می‌رساند، نقض کرده‌اند و از انجام همه اقدامات ممکن برای جلوگیری از تلفات غیرنظامیان کوتاهی کرده‌اند».
خبرنگاران نیویورک تایمز در محل تأیید کردند که نیروهای اوکراینی از یک موضع نظامی در حدود ۱۸۰ متری تقاطع در حال شلیک خمپاره به سمت نیروهای روسی بودند. دیده‌بان حقوق بشر همچنین اعلام کرد: «نیروهای اوکراینی همچنین موظف هستند که تمام اقدامات احتیاطی ممکن را برای جلوگیری یا به حداقل رساندن آسیب غیرنظامیان انجام دهند. این اقدامات احتیاطی شامل اجتناب از عملیات در منطقه‌ای است که غیرنظامیان و افراد غیرنظامی در آن قرار دارند و جلوگیری از ورود غیرنظامیان به مناطق جنگی فعال است.»
دیده‌بان حقوق بشر به این نتیجه رسید که «هر دو طرف در این درگیری موظفند تمام اقدامات ممکن را برای جلوگیری از آسیب غیرنظامیان و اجازه دادن به جمعیت غیرنظامی برای تخلیه امن انجام دهند. تحقیقات بین‌المللی باید این پیام را به کسانی که مسئول حملات بی پروا و بی‌رویه هستند ارسال کند که روزی با عدالت روبرو خواهند شد.»